# Nimbacinus dicksoni
Nimbacinus dicksoni fou un parent primitiu del llop marsupial. Visqué entre fa 23 i 16 milions d'anys. Era un depredador de cinquanta centímetres de longitud que s'alimentava d'ocells, petits mamífers i rèptils. Se n'han trobat fòssils molt ben preservats a Riversleigh (Austràlia).